# Meister des Harvard Hannibal
Als Meister des Harvard Hannibal (engl. Master of the Harvard Hannibal) wird ein mittelalterlicher Buchmaler bezeichnet, der von ungefähr 1415 bis 1440 in Frankreich, wohl zuerst in Paris, tätig war. Der namentlich nicht bekannte Künstler erhielt seinen Notnamen nach einem  einzelnen Bild in einem Manuskript, das die Krönung Hannibals darstellt. Das Bild ist in dieser Abschrift einer französischen Übersetzung eines Werkes des Livius enthalten, heute im Besitz der Harvard University.  Die Abschrift ist ein Band eines zweibändigen Werkes, dessen Ausmalung insgesamt dem Boucicaut-Meister und dem Bedford-Meister zugeschrieben werden.
Der Meister des Harvard Hannibal dem noch einige Bilder in anderen Werken zugeordnet werden, steht dem Boucicaut-Meister stilistisch sehr nahe. Auch der Einfluss der Limburg Brüder ist in seinem Werk spürbar und mag über den Maler des Spitz-Stundenbuchs, einem der wenigen echten Pariser Nachfolger der Brüder, vermittelt worden sein.

## Werke
- Krönung des Hannibal. Harvard University, Houghton Library, MS Richardson 32

Neben dem namensgebenden Bild werden dem Meister des Harvard Hannibal Beiträge zu folgenden Werken zugeschrieben:
- Boccaccio Des Cleres et Nobles Femmes,  Paris um 1415. Lissabon, Fundus Gulbenkian, MS. L.A. 143
- Stundenbuch, Paris um 1415 (New York, Pierpont Morgan Library, MS. M. 455), Paris um 1415
- Stundenbuch,  Paris um 1420. (Spitz Hours, Horae ad usum Romanum, Los Angeles, Getty Museum, MS 57, 94.ML.26)
- Royal Alexander, (Alexanderroman), Paris um 1440 (London, British Library, Royal MS. 20 B XX)
- Stundenbuch, Paris um 1440. (Oxford, Bodleian Lib., MS. Liturg. 100)

In dem Stundenbuch, das nach einem Besitzer in der Neuzeit heute als „Spitz Hours“ bezeichnet wird und das stilistisch ebenfalls dem Werk der Brüder Limburg nahesteht hat der Meister des Harvard Hannibal mit dem Spitz-Meister und Meister des Guy de Laval zusammengearbeitet. Der Meister des Harvard Hannibal hat allerdings nur zwei Miniaturen beigetragen, nämlich die Heimsuchung zu den Laudes des Marienoffiziums und wohl auch die Darbringung zur Non, die aber vom Spitz-Meister vorbereitet und teilweise wohl auch ausgemalt wurde.